# Liang Wenhao
Pour les articles homonymes, voir Liang.
Liang Wenhao est un patineur de vitesse sur piste courte chinois né le 6 juillet 1992 dans le Jilin. Il a participé aux épreuves de patinage de vitesse sur piste courte aux Jeux olympiques d'hiver de 2014, à Sotchi.